# Ернст Август Брауншвейзький
Ернст Август (нім. Ernst August III Herzog von Braunschweig und Luneburg, herzog von Hannover; 17 листопада 1887, Пенцінг — 30 січня 1953, Паттензен) — останній герцог Брауншвейзький і Люнебурзький (з 2 листопада 1913 по 8 листопада 1918), принц Ганноверський, онук короля Георга V, прусський генерал-майор (27 січня 1917). Згодом титулярний король Ганновера (як Ернст Август III).

## Життєпис

### Спадок
У 1884 році помер Вільгельм фон Брауншвейг-Беверн, далекий родич спадкоємця престолу. Герцог Ганноверський, батько Ернеста Августа, як глава дому Вельфів, висунув свої претензії на князівство, але оскільки він не хотів визнавати анексію Ганновера Пруссією, Бісмарк відмовився віддати йому Брауншвейзький трон. Тож 2 листопада 1885 року землі Брауншвейг-Люнебурзького герцогства обрали Альбрехта Гогенцоллерна (1837—1906) регентом цієї німецької федеративної землі.

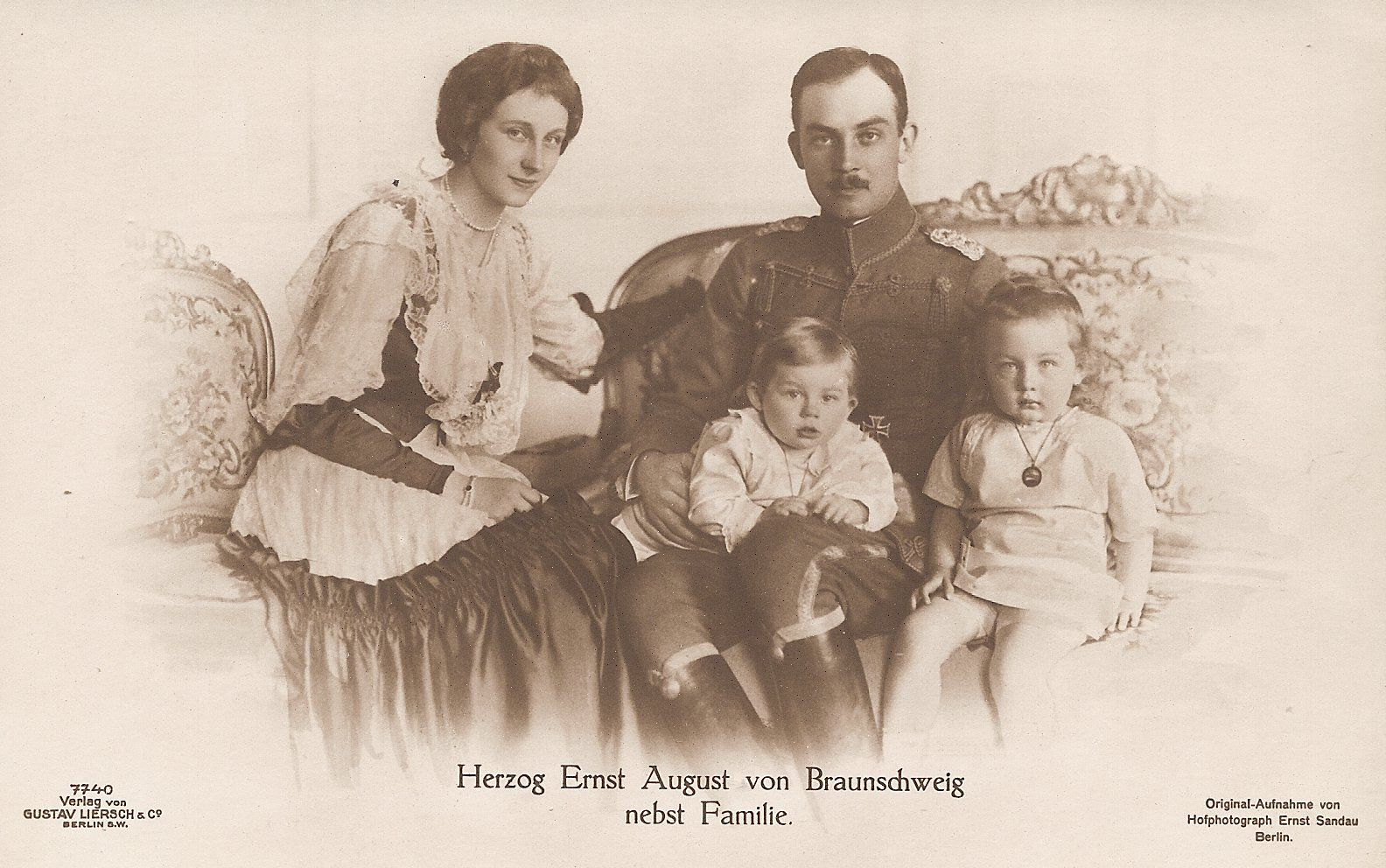
Герцог Ернст Август Брауншвейгський разом з родиною, 1916 р.

20 травня 1912 року старший брат Георг Вільгельм загинув в автомобільній аварії у Накелі (Східний Прігніц-Руппін). Ернст Август став єдиним вцілілим нащадком кронпринца, який став спадкоємцем, що зробило його шлюб можливим.

### Шлюб
24 травня 1913 року Ернст Август одружився з принцесою Вікторією Луїзою, єдиною дочкою прусського короля та німецького імператора Вільгельма II. Це була любов з першого погляду. Весілля молодят закінчило багаторічну ворожнечу між Вельфами і Гогенцоллернами.
Цей день також був 25-ю річницею престолу імператора. Вікторія Луїза і Ернст Август одружились у Міському палаці Берліна. Вперше в історії кінокамери показали благородне весілля.
Це також було останнє велике зібрання європейських монархів перед початком Першої світової війни. Крім герцога і герцогині Камберлендських, були запрошені на весілля король Великої Британії та Ірландії Георг V з королевою Марією та царем Миколою II, а також російську царицю Олександру Федорівну. Після оголошення про заручини Ернст Август присягнув на вірність імператору.

### Військова кар'єра
24 травня 1913 р. підвищено з ріттмейстера до командира 4-го ескадрону гусарського полку «фон Зітен», яким колись керували його дід Георг V та прадід Ернст Август.
Під час Першої світової війни отримав звання генерал-майора і служив у Головному командуванні 10-го армійського корпусу. У цей час він довірив регентство герцогства своїй дружині. Також служив у 92-му піхотному полку та 17-му гусарському полку прусської армії та 1-му важкому кінному полку «Принц Карл Баварський» Баварської армії. За участь у війні на боці Німеччини був позбавлений всіх британських титулів.

## Діти
- Ернст Август IV Ганноверський (1914—1987) — наслідний принц Брауншвейга; був двічі одружений: у першому шлюбі із Ортрудою Глюксбурзькою, від якої мав шістьох дітей; у другому — із графинею Монікою фон Зольмс-Лаубах, у другому шлюбі дітей не було.
- Георг Вільгельм Ганноверський (1915—2006) — був одружений із Софією Грецькою та Данською, від якої мав двох синів і дочку.
- Фредерика Ганноверська (1917—1981) — була одружена з королем Греції Павлом I, від якого народила сина і двох дочок.
- Крістіан Оскар Ганноверський (1919—1981) — був одружений із Мірей Дютрі, від якої мав двох дочок — Кароліну-Луїзу і Мірей; шлюб був розірваний в 1976 році.
- Вельф Генріх Ганноверський (1923—1997) — був одружений із принцесою Олександрою Ізенбург-Бюдінгенською, дітей не мав.

## Нагороди
- Орден Генріха Лева (Герцогство Брауншвейг)
  - великий хрест (1903)
  - великий магістр (1 листопада 1913)
- Орден Святого Георгія (Ганновер)
  - орден (29 серпня 1903)[7]
  - великий магістр (14 листопада 1923)
- Королівський гвельфський орден (Королівство Ганновер)
  - великий хрест (1903)
  - великий магістр (14 листопада 1923)
- Орден Ернста Августа (Королівство Ганновер)
  - великий хрест (1903)
  - великий магістр (14 листопада 1923)
- Орден Слона (Данія; 15 листопада 1905)[7][8]
- Пам'ятна медаль золотого весілля короля Крістіана IX і Королеви Луїзи (Данія)[8]
- Медаль століття короля Крістіана IX (Данія)[8]
- Орден Святого Губерта (Королівство Баварія; 1909)[7]
- Орден Чорного орла (Королівство Пруссія; 13 лютого 1913)[7]
- Орден Червоного орла, великий хрест (Королівство Пруссія; лютий 1913)
- Орден Андрія Первозванного (Російська імперія; 24 травня 1913)[7]
- Хрест «За військові заслуги» (Брауншвейг) 2-го і 1-го класу (1913)[9]
- Залізний хрест 2-го і 1-го класу (Королівство Пруссія; 1914)
- Королівський угорський орден Святого Стефана, великий хрест (Австро-Угорщина; 1914)[10]
- Почесний хрест ветерана війни з мечами
- Орден Спасителя, великий хрест (Грецьке королівство; 9 січня 1938)